# Eugène Urbany
Pour les articles homonymes, voir Urbany.
Eugène Urbany (né le 13 juillet 1957 à Dudelange) est un coureur cycliste luxembourgeois.

## Biographie
Professionnel de 1981 à 1984, il s'est classé troisième sur les Champs-Élysées lors de la dernière étape du Tour de France 1983.

## Palmarès et résultats

### Palmarès amateur
- 1974
  - 2e du championnat du Luxembourg sur route juniors
- 1975
  - 2e du championnat du Luxembourg sur route juniors
- 1976
  - 2e du championnat du Luxembourg sur route juniors
- 1977
  - 5e étape de la Flèche du Sud
  - 2e du championnat du Luxembourg sur route amateurs
- 1978
  -  Champion du Luxembourg sur route amateurs
  - 1re et 5e (contre-la-montre) étapes du Grand Prix Félix Melchior
  - 3e du Grand Prix Félix Melchior
- 1979
  - Grand Prix François-Faber
  - 5e étape du Grand Prix Félix Melchior
  - 2e du championnat du Luxembourg sur route amateurs
- 1980
  - Tour de la province de Luxembourg :
    - Classement général
    - 2e étape

### Palmarès professionnel
- 1981
  -  Champion du Luxembourg sur route
- 1982
  -  Champion du Luxembourg sur route
- 1983
  -  Champion du Luxembourg sur route

### Résultats sur les grands tours

#### Tour de France
3 participations
- 1981 : 96e
- 1982 : 97e
- 1983 : 70e

#### Tour d'Espagne
1 participation
- 1983 : abandon (13e étape)